# Budapest Eagles 2016
Questa voce raccoglie le informazioni riguardanti i Budapest Eagles nelle competizioni ufficiali della stagione 2016.

## Divízió II 2016

### Stagione regolare
| 9 aprile 2016 3ª giornata | Budapest Eagles | 35 – 0 | Debrecen Gladiators 2 |  |

| 16 aprile 2016 4ª giornata | Győr Sharks 2 | 0 – 62 | Budapest Eagles |  |

| 14 maggio 2016 8ª giornata | Boda Troopers | 0 – 54 | Budapest Eagles |  |

| 4 giugno 2016 11ª giornata | Budapest Eagles | 63 – 6 | Eger Heroes 2 |  |

### Playoff
| 25 giugno 2016 Semifinale | Budapest Eagles | 40 – 2 | Szombathely Crushers |  |

| 9 luglio 2016 Duna Bowl | Budapest Eagles | 35 – 13 | Fehérvár Enthroners |  |

## Statistiche di squadra
| Competizione      | %Vittorie | In casa | In casa | In casa | In casa | In casa | In casa | In trasferta | In trasferta | In trasferta | In trasferta | In trasferta | In trasferta | Totale | Totale | Totale | Totale | Totale | Totale |
| Competizione      | %Vittorie | G       | V       | N       | P       | Pf      | Ps      | G            | V            | N            | P            | Pf           | Ps           | G      | V      | N      | P      | Pf     | Ps     |
| ----------------- | --------- | ------- | ------- | ------- | ------- | ------- | ------- | ------------ | ------------ | ------------ | ------------ | ------------ | ------------ | ------ | ------ | ------ | ------ | ------ | ------ |
| Stagione regolare | 1.000     | 2       | 2       | 0       | 0       | 98      | 6       | 2            | 2            | 0            | 0            | 116          | 0            | 4      | 4      | 0      | 0      | 214    | 6      |
| Playoff           | 1.000     | 2       | 2       | 0       | 0       | 75      | 15      | 0            | 0            | 0            | 0            | 0            | 0            | 2      | 2      | 0      | 0      | 75     | 15     |
| Totale            | 1.000     | 2       | 2       | 0       | 0       | 173     | 21      | 2            | 2            | 0            | 0            | 116          | 0            | 6      | 6      | 0      | 0      | 289    | 21     |